# 邁克·湯姆林森
邁克·湯姆林森，KC（1977年10月1日—），英國保守黨籍政治人物，曾在2015年至2024年間擔任擔任中多塞特和北普爾選區下議院議員。在從政之前他是一位大律師。